# (3129) Bonestell
(3129) Bonestell es un asteroide perteneciente al cinturón de asteroides, descubierto el 25 de junio de 1979 por Eleanor F. Helin y el también astrónomo Schelte John Bus desde el Observatorio de Siding Spring, Nueva Gales del Sur, Australia.

## Designación y nombre
Designado provisionalmente como 1979 MK2. Fue nombrado Bonestell en honor al pintor e ilustrador estadounidense Chesley Bonestell.